# Cantenac
Cantenac (en francès Cantenac) és un municipi francès situat al departament de la Gironda i a la regió de la Nova Aquitània.

## Demografia
| 1962                                       | 1968  | 1975  | 1982  | 1990  | 1999  | 2007  |
| ------------------------------------------ | ----- | ----- | ----- | ----- | ----- | ----- |
| 900                                        | 1.054 | 1.125 | 1.300 | 1.197 | 1.179 | 1.259 |
| Des de 1962: població sense dobles comptes |       |       |       |       |       |       |

## Administració
| Període   | Identitat          | Partit |
| --------- | ------------------ | ------ |
| 2001-2008 | Jean-Pierre Seynat |        |
| 2008-     | Eric Boucher       | UMP    |